# Хесихий Милетски
Хесихий Милетски (на старогръцки: Ἡσύχιος ὁ Μιλήσιος, Hesychios, на латински: Hesychius Milesius, Hesychius Illustrius) е гръцки историк, хронист от Константинопол през 6 век по време на управлението на император Юстиниан.
Хесихий произлиза от Милет в Мала Азия. Баща му се казва също Хесихий, майка му Философия. Хесихий е сенатор на Източен Рим, има високата титла vir illustris.
Хесихий пише три произведения на старогръцки език, от които са запазени само фрагменти.
В Световната си „история“ от 6 книги Хесихий описва събитията от легендарния асирийски цар Белос до смъртта на император Анастасий I (518).
Хесихий пише също произведение за управлението на император Юстин и първите години на Юстиниан. Хесихий пише също значим литературноисторически лексикон (Onomatologos), с биографиите на гръцките писатели по вид литература.
Историческите фрагменти са събрани във „Фрагменти от гръцките историци“ (Nr. 390).